# Societat la Caritat (Boadella i les Escaules)
Societat la Caritat és un edifici del municipi de Boadella i les Escaules (Alt Empordà) inclòs en l'Inventari del Patrimoni Arquitectònic de Catalunya.

## Descripció
Situat dins del nucli urbà de la població de Boadella, al sud del nucli antic de la vila pel carrer del Ginebre.
Edifici aïllat de planta rectangular amb la coberta de teula de dues vessants i distribuït en una sola planta. Totes les obertures de l'edifici són d'arc rebaixat, amb els emmarcaments bastits amb maons i les claus destacades. La façana principal, orientada al carrer Ginebre, presenta tres portals d'accés a l'interior decorats amb frontons triangulars motllurats, a la part superior. Alternats entre els portals hi ha dos grans finestrals. La façana està rematada amb una senzilla motllura horitzontal i un ràfec dentellat. A la part inferior del parament hi ha un sòcol de pedra delimitat per una cornisa de maons. A la façana de ponent hi ha tres finestrals i el mateix tipus de sòcol a la part inferior. Adossat a la façana posterior hi ha les restes d'un altre cos estructural, actualment enrunat, tot i que conserva el portal rebaixat de maons per accedir-hi.
La construcció està arrebossada i pintada de groc.

## Història
L'embrió de la creació d'una societat de socors apareix ja l'any 1868. Es tracta d'un fenomen comú en molts pobles durant aquests anys i tenien com a funció proporcionar serveis mèdics a tots aquells veïns que econòmicament no s'ho podien permetre. El finançament provenia de les quotes dels seus socis. Finalment es va constituir la societat l'any 1888 amb el nom de Societat de Socors Mutus La Caritat. Els seus primers estatuts daten de l'any 1906.
En un primer moment no va tenir una seu permanent, ja que el domicili era la mateixa casa del president. No va ser fins a l'any 1914 quan la Societat va comprar l'antic trull de Can Juncà i els terrenys annexes per a construir-hi la nova seu, que no s'acabaria fins tres anys després.
L'any 1988 la Societat es va dissoldre, ja que les seves funcions van quedar assumides per l'estat amb el sistema públic de Seguretat Social. L'edifici, a partir d'aquest moment, va passar a ser propietat de l'ajuntament.